# غريس مين
غريس مين (بالإنجليزية: Grace Min)‏ مواليد 6 مايو 1994 في أتلانتا، جورجيا، الولايات المتحدة، هي لاعبة كرة مضرب أمريكية بدأت مسيرتها كمحترفة سنة 2008 وتحتل حالياً المرتبة 97 (2 مارس 2015) في تصنيف رابطة محترفات كرة المضرب. هي إحدى بطلات الجراند سلام. أعلى تصنيف لها في الفردي كان 97. أعلى تصنيف لها في الزوجي كان 308.

## النهائيات

### الفردي: 9 (6–3)
| الحصيلة | الرقم | التاريخ         | الدورة                              | الأرضية | المنافس                 | النتيجة            |
| ------- | ----- | --------------- | ----------------------------------- | ------- | ----------------------- | ------------------ |
| الوصافة | 1.    | أكتوبر 17, 2011 | روك هيل، الولايات المتحدة           | صلبة    | رومينا أوبراندي         | 7–5, 6–1           |
| الفوز   | 2.    | يناير 9, 2012   | بالم هاربور، الولايات المتحدة       | صلبة    | غيل برودسكي             | 2–6, 6–2, 6–4      |
| الوصافة | 3.    | مارس 18, 2012   | كليرواتر، الولايات المتحدة          | صلبة    | غاربيني موغوروزا        | 0–6, 1–6           |
| الفوز   | 4.    | أبريل 30, 2012  | إنديان هاربر بيتش، الولايات المتحدة | ترابية  | ماريا سانشيز            | 6–4, 7–6(7–4)      |
| الفوز   | 5.    | مايو 14, 2012   | رالي، الولايات المتحدة              | ترابية  | تامارين هندلر           | 3–6, 6–2, 6–3      |
| الفوز   | 6.    | مارس 17, 2014   | بالم هاربور، الولايات المتحدة       | ترابية  | نيكول غيبس              | 7–5, 6–0           |
| الفوز   | 7.    | أبريل 20, 2014  | دوثان، الولايات المتحدة             | ترابية  | فيكتوريا دوفال          | 6–3, 6–1           |
| الوصافة | 8.    | أكتوبر 26, 2014 | ماكون، الولايات المتحدة             | صلبة    | كاترينا بوندارينكو      | 4–6, 5–7           |
| الفوز   | 9.    | أكتوبر 25, 2015 | فلورنس، الولايات المتحدة            | صلبة    | بولا كريستينا جونكالفيس | 6–2, 4–6, 7–6(7–2) |

### الزوجي (1–1)
| الحصيلة | الرقم | التاريخ         | الدورة                     | الأرضية | الشريك       | المنافس                      | النتيجة          |
| ------- | ----- | --------------- | -------------------------- | ------- | ------------ | ---------------------------- | ---------------- |
| الفوز   | 1.    | أكتوبر 18, 2009 | كليفلاند، الولايات المتحدة | ترابية  | جيمي هامبتون | تركا برتراند اليزابيث لمبكين | 6–1, 6–2         |
| الوصافة | 1.    | سبتمبر 25, 2011 | ألباكركي، الولايات المتحدة | صلبة    | ميلاني أودين | أليكسا جلاتش آسيا محمد       | 6–4, 3–6, [2–10] |

## الخط الزمني للفردي
مفتاح
| ف | ن | ن.ن | ر.ن | د# | د.م | ل | أ.أ | ت | غ | ب | ف | ذ | م.خ | ل.ت |

(ف) فاز بالبطولة (ن) وصل النهائي (ن.ن) نصف النهائي (ر.ن) ربع النهائي (د#) الأدوار الأربعة الأولى (د.م) دور المجموعات (ل) شارك في كأس ديفيز (أ.أ) خرج من الأدوار الاولى (ت) خسر التصفيات التأهيلية (غ) غاب عن الحدث أو البطولة (ب) حصل على ميدالية برونزية (ف) حصل على ميدالية فضية (ذ) حصل على ميدالية ذهبية (م.خ) بطولة الماسترز خُفضت إلى مرتبة أقل (ل.ت) البطولة لم تعقد في السنة المعينة.
لتجنب الارتباك وازدواجية الحساب، يتم تحديث هذه المعلومات إما في نهاية البطولة، أو عندما تكون مشاركة اللاعب في البطولة قد انتهت.
| دورات الجراند سلام |     |     |     |     |     |     |     |     |     |
| أستراليا المفتوحة  |     |     |     |     |     | ت2  | ت1  | د1  | 0–1 |
| فرنسا المفتوحة     |     |     |     |     |     | د1  | د1  |     | 0–2 |
| بطولة ويمبلدون     |     |     |     |     | ت1  | ت3  | ت2  |     | 0–0 |
| أمريكا المفتوحة    |     |     |     |     | ت1  | د1  | د1  |     | 0–2 |
| فوز-خسارة          | 0–0 | 0–0 | 0–0 | 0–0 | 0–0 | 0–2 | 0–2 | 0-1 | 0–5 |

## روابط خارجية
- غريس مين على موقع رابطة محترفات التنس (الإنجليزية)
- غريس مين على موقع الاتحاد الدولي لكرة المضرب (الإنجليزية)
- غريس مين على موقع خلاصة التنس.كوم (الإنجليزية)
- غريس مين على موقع إي إس بي إن.كوم (الإنجليزية)